# Oldsmobile Omega
Der Oldsmobile Omega war ein US-amerikanisches Pkw-Modell der Mittelklasse, welches vom General-Motors-Konzern unter der Automobilmarke Oldsmobile von 1973 bis 1984 in zwei Modellgenerationen produziert wurde.

## Erste Generation (1973–1979)
Der erste Omega erschien zum Modelljahr 1974 und war das kaum veränderte Schwestermodell des Chevrolet Nova mit Hinterradantrieb; auf der gleichen X-Modellplattform basierten der Buick Apollo bzw. Skylark und der Pontiac Ventura, später Phoenix genannt. Die Unterschiede zum Nova und den Schwestermodellen beschränkten sich auf Details wie den Kühlergrill, die Heckleuchten und die verwendeten Embleme. Unterschiede gab es darüber hinaus im Umfang der Ausstattung und dessen Materialqualität.
Im Angebot standen ein zweitüriges Coupé, ein dreitüriges Heckklappen-Coupé und eine viertürige Limousine in einer einzigen Ausstattungsvariante, angetrieben von einem 4,1-Liter-Reihensechszylinder mit 101 PS oder einem 5,7-Liter-V8-Motor mit 183 PS.
1975 wurde das Basismodell durch den Omega Salon ergänzt, der in allen drei Karosserievarianten zu haben war und über eine gehobene Ausstattung verfügte; Mittelkonsole, vordere Einzelsitze und Automatikgetriebe waren beim Salon serienmäßig.
1976 erhielt der Omega ein Facelift mit neuem Kühlergrill. Neu im Programm waren das Omega F85-Coupé als preiswerteres Einstiegsmodell und der Omega Brougham als Nachfolger des Omega Salon. Zu den beiden schon zuvor verbauten Motoren kam ein neuer 4,3-Liter-V8 hinzu. Die Basis-Coupés waren auch in sportlicher SX-Ausstattung erhältlich.
1977 wurden das Muster des Kühlergrillgitters und die Heckleuchten geändert. Der bisherige Reihensechszylinder (von Chevrolet) wich einem 3,8-Liter-V6 mit 106 PS, der von der Schwestermarke Buick stammte.
Zum Modelljahr 1978 wurde das Modellprogramm verkleinert; der F-85 und das Brougham-Coupé mit Heckklappe entfielen. Der 4,3-Liter-Motor wurde durch einen Fünfliter-V8 ersetzt.
1979 wurde der Kühlergrill erneut geändert.

Vom Omega der ersten Generation baute Oldsmobile insgesamt rund 335.000 Exemplare.

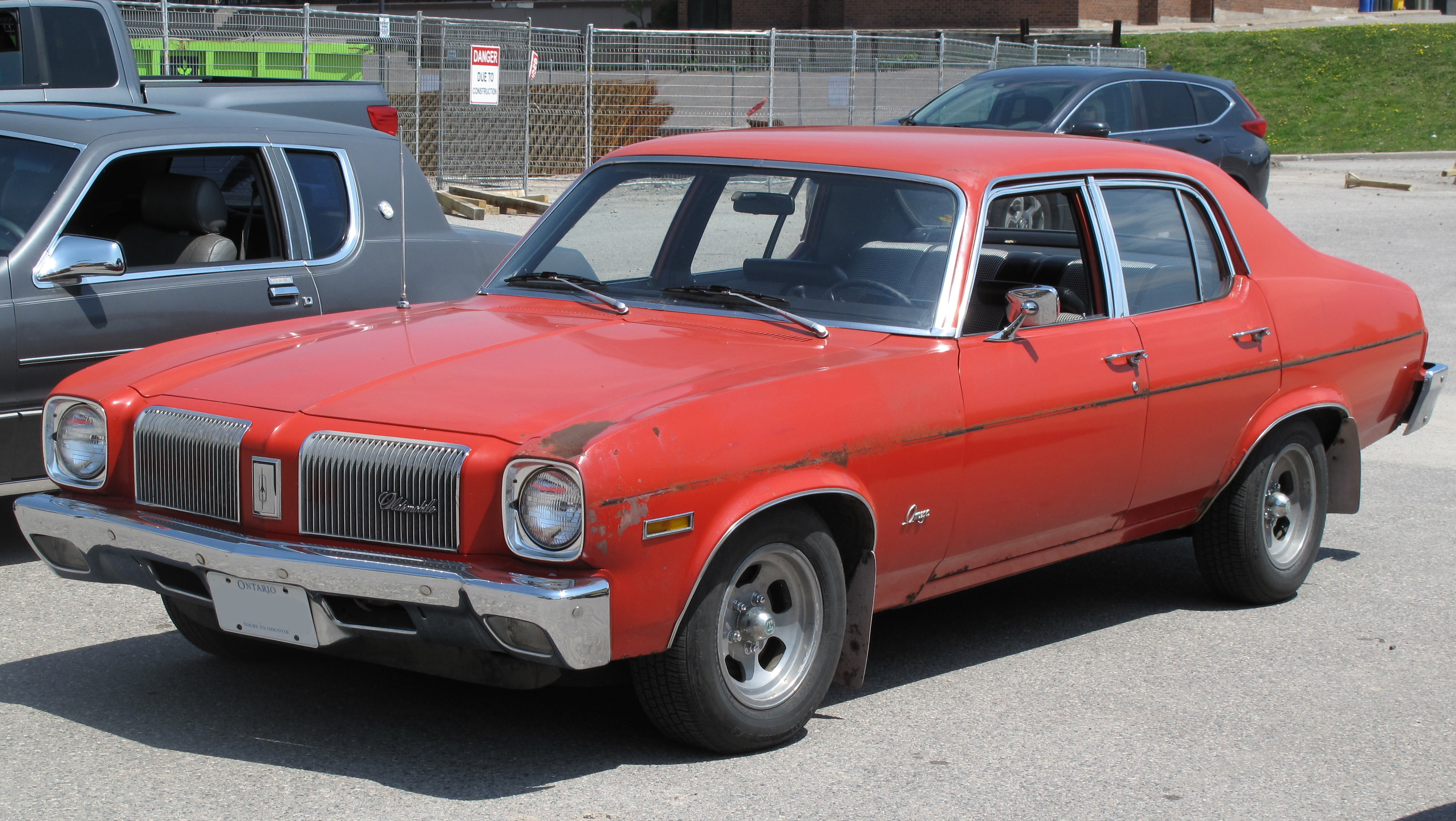
Oldsmobile Omega Limousine (1973)
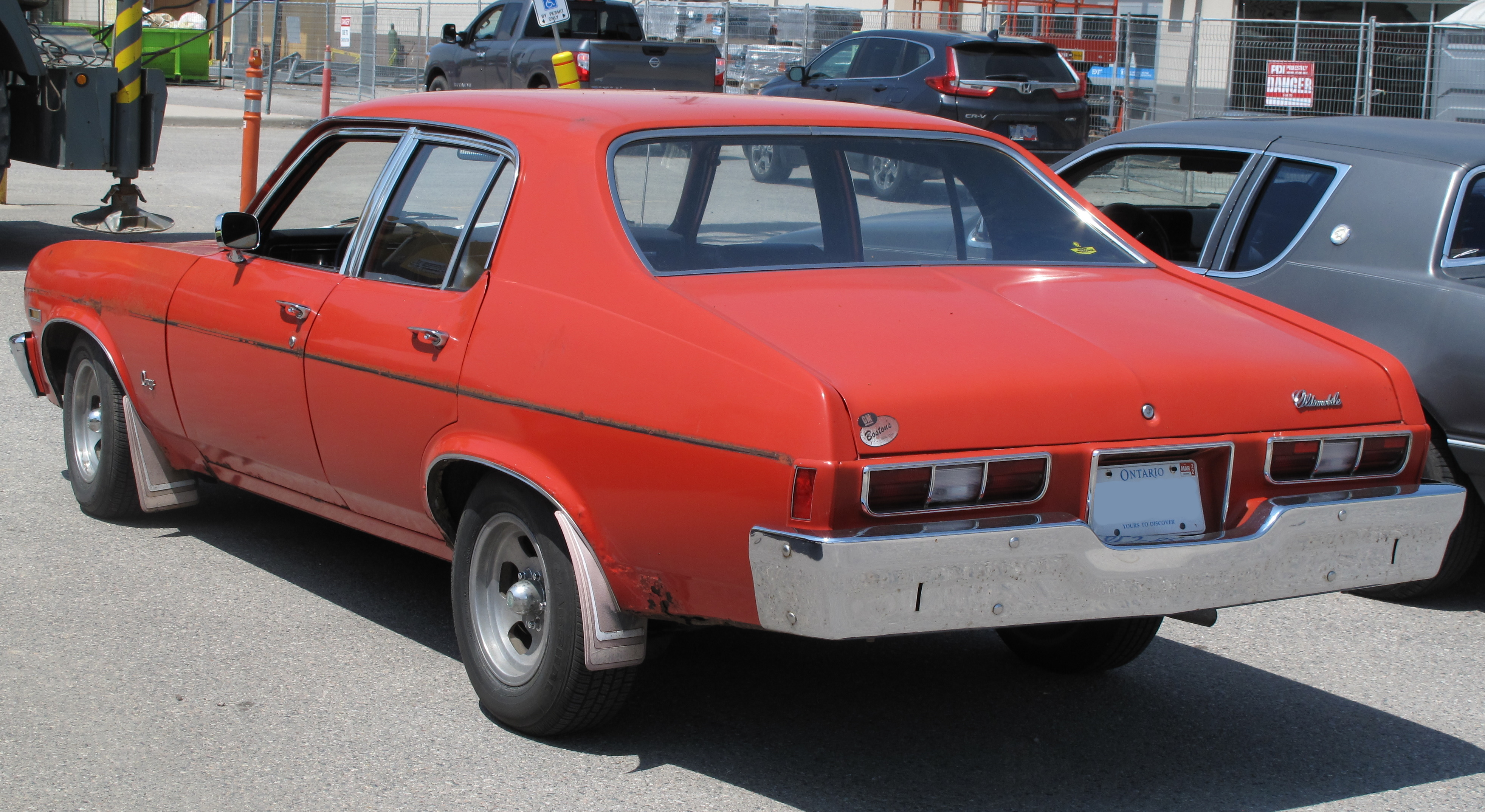
Heckansicht
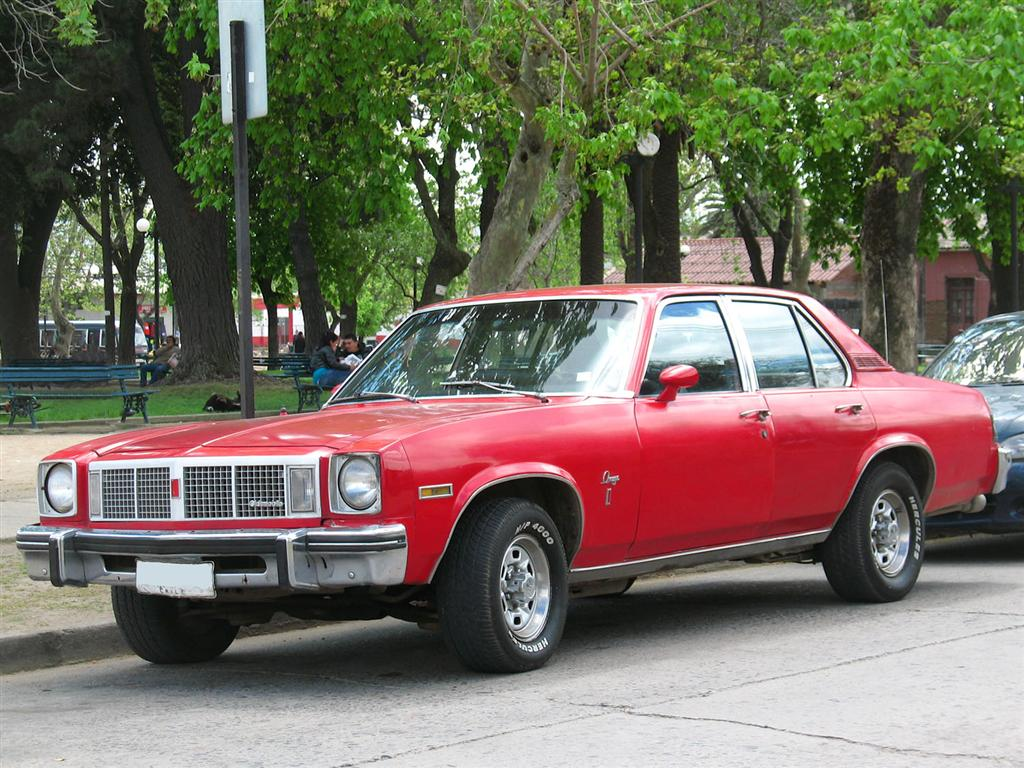
Oldsmobile Omega Limousine (1977)
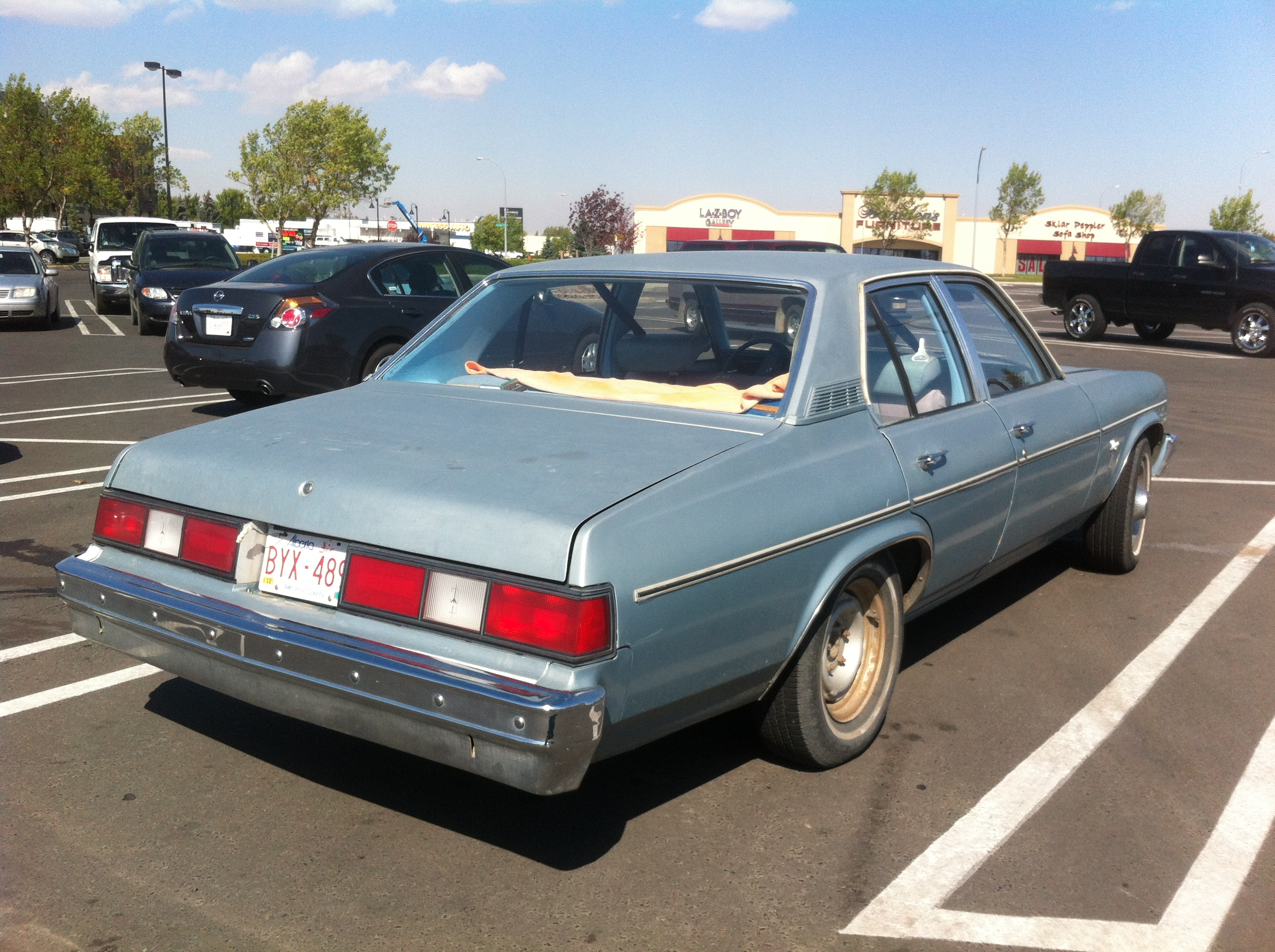
Heckansicht
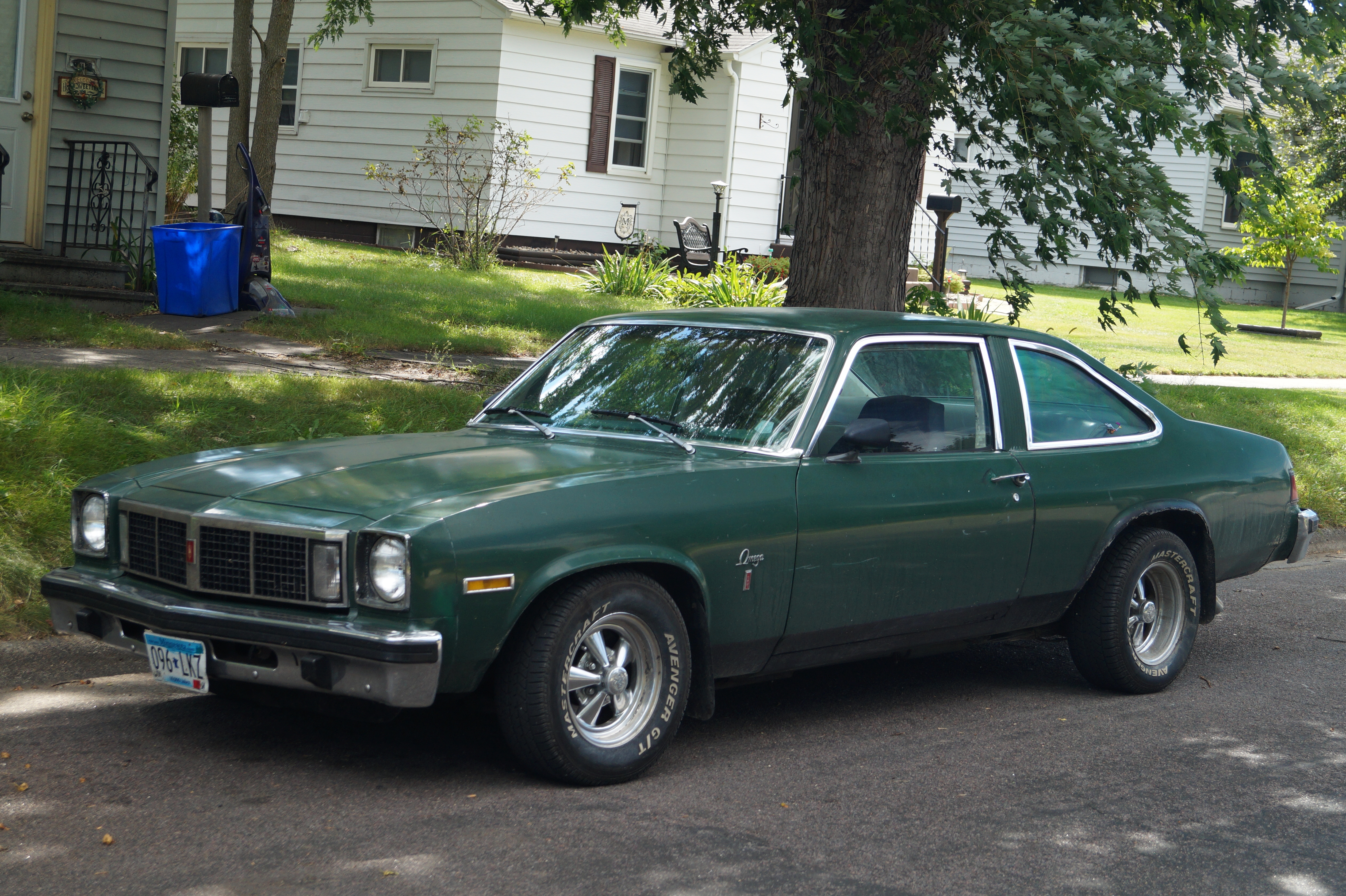
Coupé (1978)
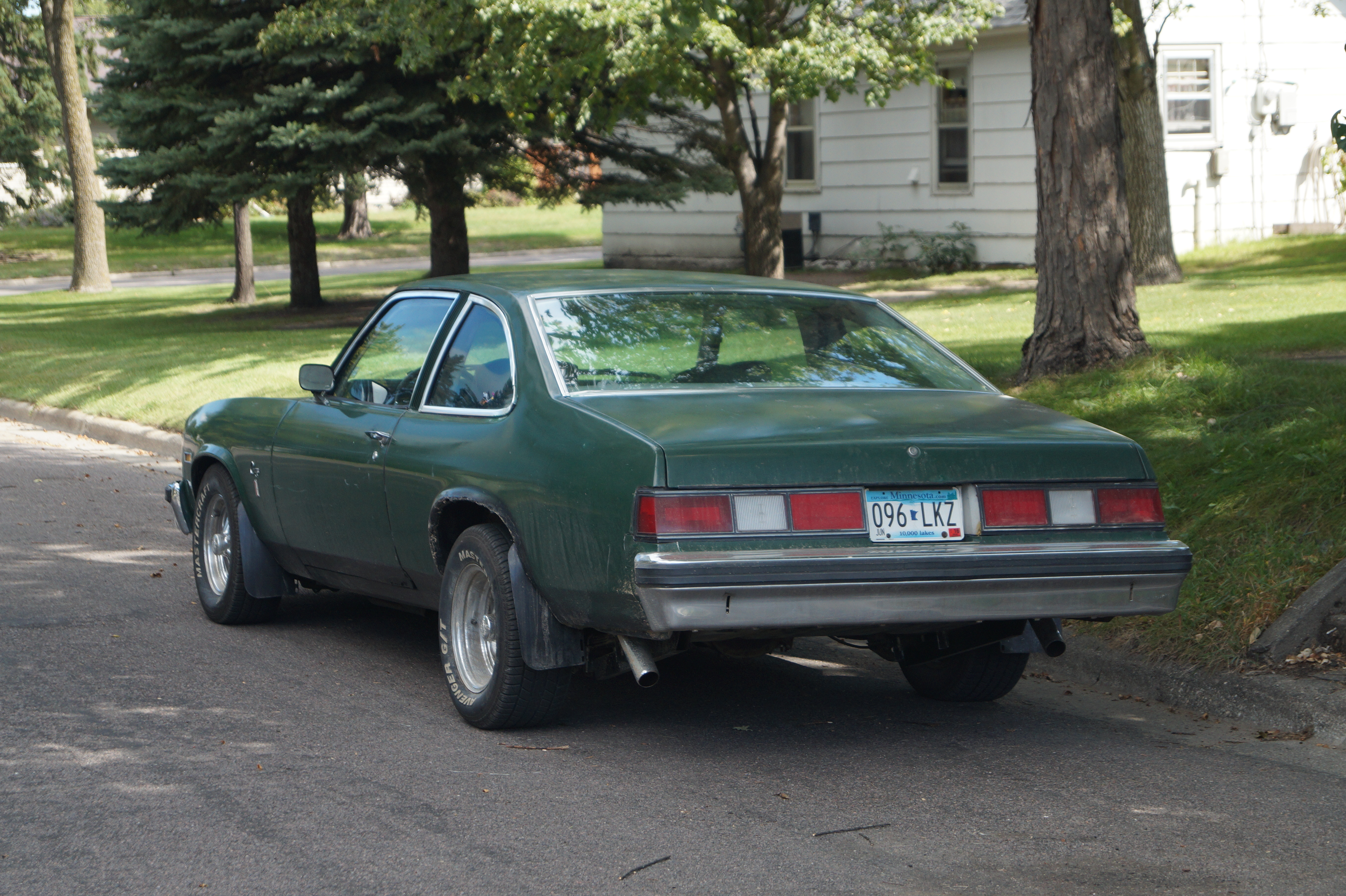
Heckansicht

## Zweite Generation (1980–1984)
Der Omega der zweiten Generation basierte ebenfalls auf der moderneren X-Plattform von General Motors mit Frontantrieb und war damit wieder verwandt mit Chevrolet Citation, Buick Skylark und Pontiac Phoenix. Gegenüber dem direkten Vorgänger war das neue Modell einen knappen halben Meter kürzer und etwa 400 Kilogramm leichter.
Im Frühjahr 1979 erschien der neue, verkleinerte Omega, lieferbar als zweitüriges Stufenheckcoupé und viertürige Limousine in den Ausstattungsversionen Basis und Omega Brougham. Im Motorraum saß entweder ein 2,5-Liter-Reihen-Vierzylinder von Pontiac oder der von Chevrolet stammende 2,8-Liter-V6, jeweils mit Viergang-Schaltgetriebe oder Dreigangautomatik kombinierbar.
1981 kamen einige für das Basismodell erhältliche Sportversionen ins Programm; diese liefen unter den Bezeichnungen SX, Sport Omega und ES.
Ab Modelljahr 1982 war für den Omega ES der 2,8-Liter-V6 auch in Hochleistungsausführung mit 132 PS lieferbar. Das verkleinerte Kühlergrillgitter erhielt ein anderes Muster.
1983 wurde der Grill erneut geändert, ebenso 1984, als auch die Stoßstangen ein neues, besser in die Karosserie integriertes Design erhielten.
Vom Omega der zweiten Generation entstanden bis Sommer 1984 insgesamt 465.000 Stück. Er wurde dann vom Oldsmobile Calais abgelöst.

Der Omega war, wie seine Schwestermodelle Citation, Skylark und Phoenix bei deutschen Opel/GM-Händlern erhältlich.

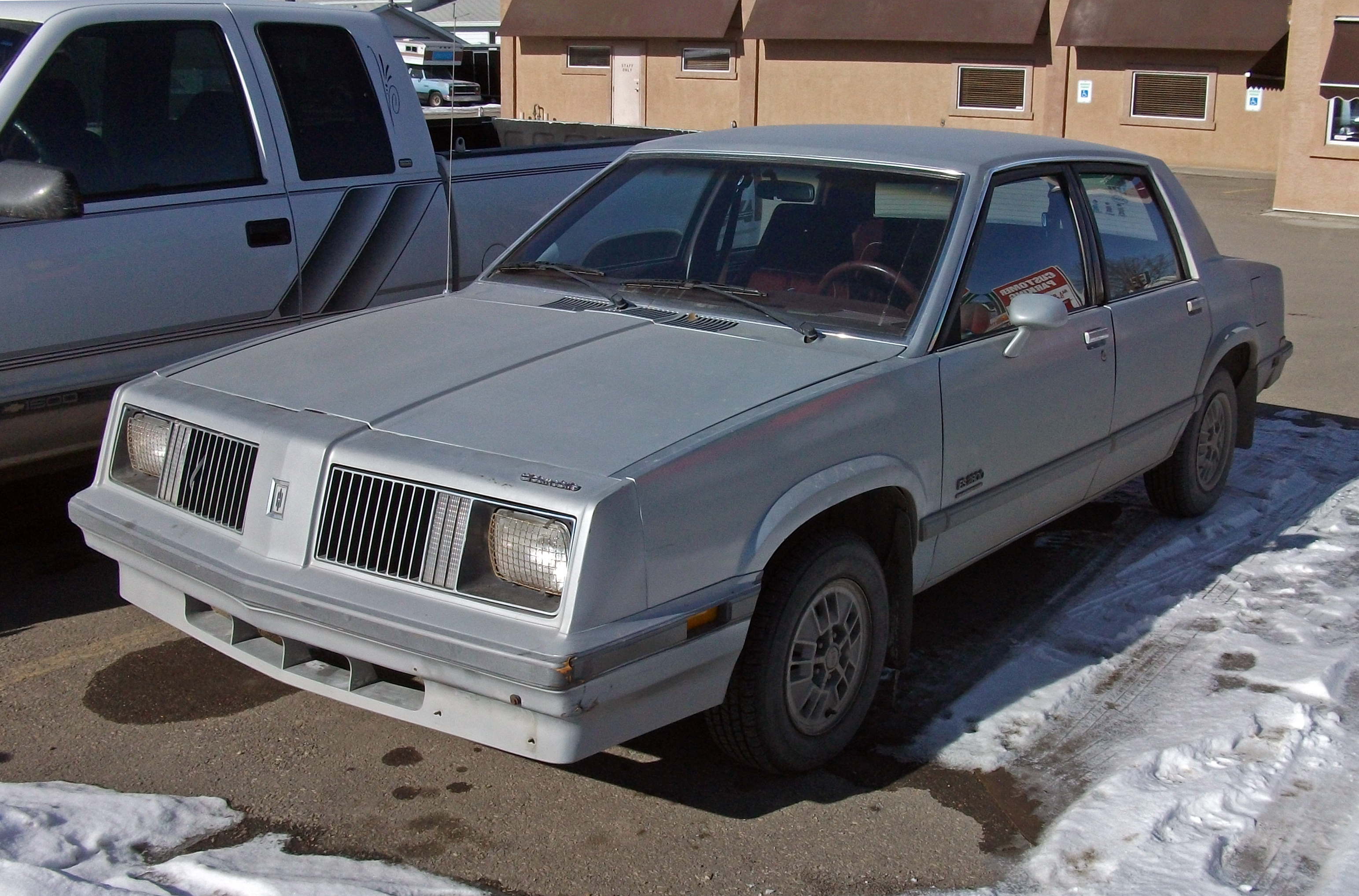
Oldsmobile Omega (1983–1984)
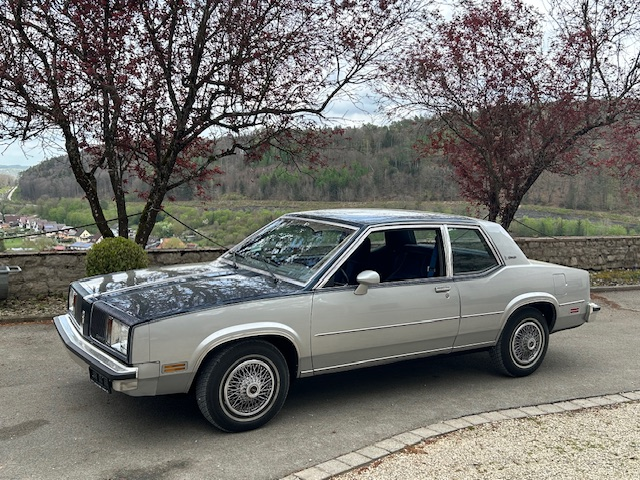
Oldsmobile Omega Coupe 2.8 V6 Brougham (1981)